# Диран Парикян
Диран Ховсеп Парикян е български общественик от арменски произход, политик от БКП.

## Биография
Роден е на 28 януари 1921 г. в град Пловдив. Бил е член на РМС от 1940 г., за което лежи в затвора. Влиза в БКП през 1945 г.
След 9 септември 1944 г. работи в РМС, комсомолски организации и структурите на БКП. Работи като секретар на районен комитет, организационен секретар на Градския комитет на РМС в Пловдив и други. Завършва Висшата партийна школа и след това работи като сътрудник на ЦК на БКП. Бил е ръководител на младежка бригада, строяща Карагандинския металургичен завод в Казахстан. След това е инструктор в Градския комитет на БКП в Пловдив и секретар на Окръжния съвет на Българските професионални съюзи. 9 години е директор на Държавното строително обединение в Пловдив. Между 27 юни 1971 и 3 април 1979 г. е кмет на град Пловдив. През 1980 г. става консултант в Министерския съвет. Председател е на Централното ръководство на културно-просветната организация на арменците в България „Ереван“. Освен това е член на Президиума на Националния съвет на ОФ.
Награждаван е с орден „Георги Димитров“. Умира на 16 август 2009 г. в Пловдив.